# Myrthenblüthen
Myrthenblüthen, op. 395, är en vals av Johann Strauss den yngre. Den spelades första gången den 8 maj 1881 i Pratern i Wien. 

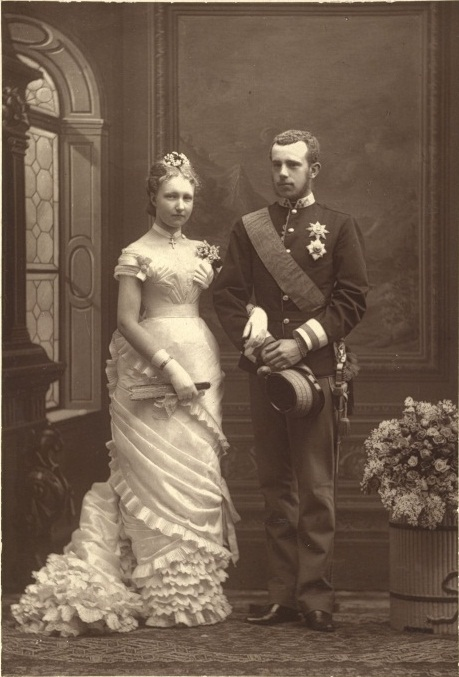
Kronprins Rudolf och prinsessan Stephanie.

## Historia
I mars 1880 fick Johann Strauss en beställning från staden Wien på ett hyllningsverk för att fira bröllopet mellan den belgiske prinsessan Stephanie och kronprins Rudolf av Österrike den 10 maj 1881. Strauss satte genast igång med att komponera men när han hunnit ett gott stycke ändrade plötsligt uppdragsgivaren sina planer och bad Strauss att undvika ett alltför stort orkesterverk. De överlät till Strauss att själv bestämma verkets art och natur. Han bestämde då att acceptera en inbjudan från manskören Wiener Männergesang-Verein och skrev en vals för manskör och orkester med titeln Myrthenblüthen. August Seuffert skrev texten som till en början endast erbjöd stämningsbilder av naturens växlingar, först i sista versen handlade det om det förestående bröllopet mellan Rudolf och Stephanie: "Ditt nya faderland / hälsar dig idag med hjärta och hand / belgiska kungabarn / nordiska rosenknopp / södern hälsar dig, glödande av kärlek". 
Valsen framfördes första gången den 8 maj vid en folkfest i Pratern där Strauss dirigerade kör och orkester inför en publik på över 20 000 åskådare. Tyvärr hann inte brudparet fram i tid för att höra verket; deras vagn fastnade i de stora folkmassor som samlats för att hylla dem.

## Om valsen
Speltiden är ca 9 minuter och 45 sekunder plus minus några sekunder beroende på dirigentens musikaliska tolkning.

## Weblänkar
- Myrthenblüthen i Naxos-utgåvan.